# Stephen Hopper
Pour les articles homonymes, voir Hopper.
Stephen Donald Hopper (né le 18 juin 1951 à Ballina, en Nouvelle-Galles du Sud) est un botaniste d'Australie-Occidentale, diplômé en biologie et spécialisé dans la biologie de la conservation et les plantes vasculaires. Il a écrit huit livres et compte plus de 200 publications à son actif. Il a été directeur de Kings Park à Perth pendant sept ans et directeur général de la Botanic Gardens and Parks Authority pendant cinq. Il est actuellement professeur de biologie de la conservation des plantes à l' Université d'Australie-Occidentale. Il a été directeur des jardins botaniques royaux de Kew de 2006 à 2012.
Ce botaniste est désigné par l'abréviation d'auteur Hopper lorsqu'on cite un nom botanique.

## Honneurs et distinctions
Le 1er janvier 2001, le gouvernement australien a décerné à Hopper la médaille du centenaire pour son « service à la communauté ». Le 11 juin 2012, Hopper a été nommé Compagnon de l'Ordre d'Australie pour « services éminents en tant que chef de file mondial de la science dans le domaine de la biologie de la conservation des plantes, en particulier dans la mise en œuvre de programmes de recherche de classe mondiale contribuant à la conservation des espèces et des écosystèmes menacés ».

## Albany
En 2015, il a déménagé à Albany, en Australie-Occidentale, et il est revenu à son intérêt pour le genre Anigozanthos.

## Œuvres choisies
- Gondwanan heritage (1996)[7]

avec Jane Sampson :
- Endangered poison plants (1989)[8]

avec Anne Taylor :
- The Banksia Atlas (1991)[9]

avec Bert et Babs Wells :
- Kangaroo paws and catspaws (1993)[10]

avec l'illustratrice Philippa Nikulinsky (en) :
- Soul of the Desert (2005)[11]
- Life on the Rocks (2008)[12]